# Princeton (Maine)
Princeton è un comune degli Stati Uniti d'America, situato nello stato del Maine, nella contea di Washington.